# Mézalmácska
A mézalmácska vagy rézvörös fanyarka (Amelanchier lamarckii) a rózsavirágúak (Rosales) rendjébe, ezen belül a rózsafélék (Rosaceae) családjába tartozó faj.

## Előfordulása
Őshazája Észak-Amerika, de betelepítették Európa sok térségébe is.

## Megjelenése

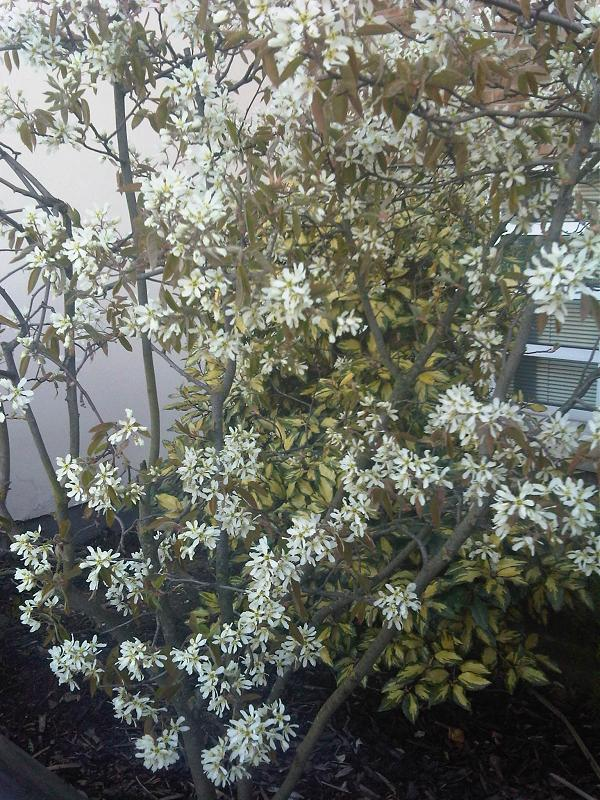
mézalmácska cserje kivirágozva

Sövényként nevelhető növény, magassága elérheti a 10 métert is. Virága csillag alakú, fehér. Gyümölcse ehető, bogyószerű, kékeslila színű. Lombozata tavasszal lilásbarna, nyáron sötétzöld, ősszel narancs, bordó és sárga színekben pompázik. Öt szirmú lecsüngő fürtszerű fehér virágzata általában áprilisban nyílik. Termése ízletes, vitamin- és ásványanyag-tartalma magas. Gyümölcse sokféle formában tartósítható, felhasználható.

## Életmódja
A napos és félárnyékos helyet és a nedves, jó vízáteresztő talajt kedveli. Lombhullató, a hideget -25 fokig bírja. Kevés gondozást igényel, júniusban érik.

## Ültetése, ápolása, gondozása
Ültetése október vége, novembertől (az első fagyok után) március vége-április eleje időszakban tanácsos.
Az első tavasszal körülbelül a talaj felett 10-15 centiméterre vissza kell vágni. Ezt követően évente 2-3 alkalommal nyírjuk mindaddig, ameddig el nem érjük a kívánt magasságot.